# Erdélyi Gyula (pedagógus)
Erdélyi Gyula (Holtmaros, 1909. július 25. – Kolozsvár, 1978. január 31.) magyar pedagógus, pedagógiai szakíró.

## Életútja
Kolozsvárt szerzett tanári diplomát 1932-ben pedagógia főszakból. 1945-ig a nagyenyedi Bethlen Gábor Kollégiumban tanított. A második világháború után tankerületi főigazgató Brassóban, minisztériumi vezérfelügyelő s a Bethlen Gábor Kollégium rektora. 1952-től a képzőművészeti főiskolán és a zenekonzervatóriumban adott elő Kolozsvárt. Pedagógiai írásai Az Út (1937-38), később a Korunk (1957) hasábjain jelentek meg. Munkái: A nevelő tanítása (Nemes Jánossal, 2. kiadás 1946); Betűerdő (ábécé és olvasókönyv Nemes Jánossal); Vezérkönyv a "Betűerdő" használatához. Mindhármat 1941-ben a Bethlen-nyomda adta ki Nagyenyeden.